# ダハール地区
ダハール地区 (Dhahar District, ソマリ語: Degmada Dhahar) はプントランド/ソマリランドがサナーグ地域に設けた行政地区。2021年時点ではプントランドが実効支配している。ただしダハール地区内にはダハール市以外に大きな町が無いので、ダハール地区とダハール市は同じ意味で使われることが多い。
プントランドの行政区分では、ハイラン地域の一部であり、ハイラン地域の中心部である。
ソマリランドの行政区画では、2019年地方自治体法によればサナーグ地域に属するC級の地区である。ただしサナーグ地域が3地区とされることもあり（例えば国際連合の人道問題調整事務所発行の地図）、その場合はラス・コレー地区の一部である。

## 主な町
- ダハール - 中心都市。プントランドの支配が強い。

## できごと
2012年4月、ダハール地区のソマリランド軍は、これまでソマリアシリングで支払っていた兵士の給与を初めてソマリランドの通貨で支払った。
2015年7月、ダハール市でダハール地区の6地区の代表による知識コンテストが開催され、1位がHorseed地区、2位がHodman地区、3位がニューダハール地区となった。
2019年6月、アル・シャバブの過激派がダハール地区のアフ・ウルル村を占領。
2022年6月、ソマリランドが実効支配するエリガボで行われたMideeyeと呼ばれる会議で、ワルサンガリコミュニティは完全にソマリランドコミュニティの一部であること、ソマリランド政府はダハール地区を地域に昇格させることが決議された。